# Duncan Siemens
Duncan Siemens (né le 11 septembre 1993 à Sherwood Park, dans la province de l'Alberta au Canada) est un joueur professionnel canadien de hockey sur glace.

## Carrière de joueur

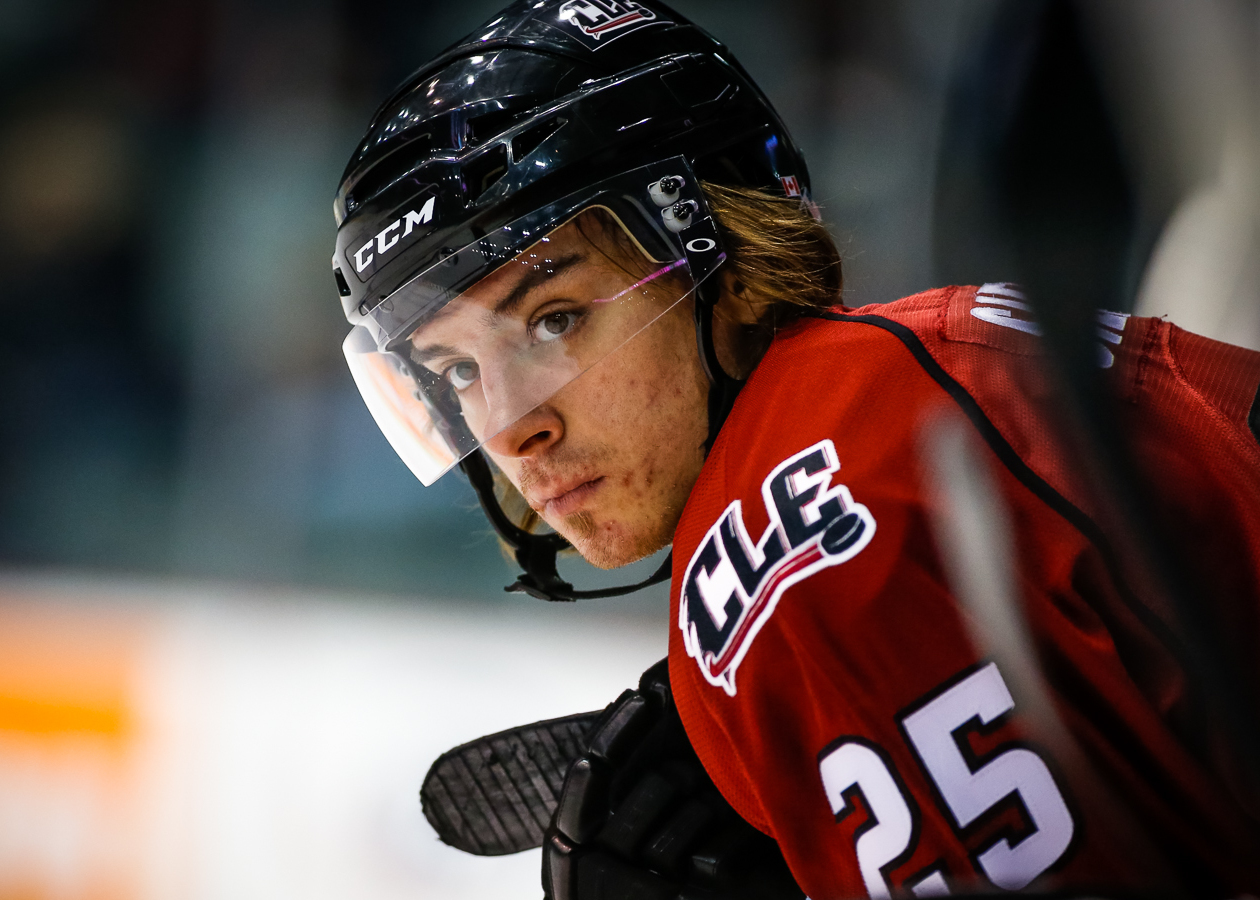
Duncan Siemens dans l'uniforme des Monsters de Lake Erie (LAH) en 2013.

Il commence sa carrière avec les Blades de Saskatoon durant la saison 2008-2009 mais n'y évolue à temps plein que depuis la saison 2009-2010. Il est nommé assistant capitaine à sa deuxième saison complète avec les Blades.
Lors de l'été 2011, il est sélectionné lors du repêchage d'entrée dans la Ligue nationale de hockey lors du premier tour, le onzième joueur au total, par l'Avalanche du Colorado. Il est le deuxième choix de l'équipe après Gabriel Landeskog deuxième choix au total de la séance. Au cours de la saison 2011-2012, il joue trois rencontres dans la Ligue américaine de hockey avec les Monsters du lac Érié.

## Statistiques
| Saison     | Équipe                            | Ligue          |    | Saison régulière | Saison régulière | Saison régulière | Saison régulière | Saison régulière |   | Séries éliminatoires | Séries éliminatoires | Séries éliminatoires | Séries éliminatoires | Séries éliminatoires |
| Saison     | Équipe                            | Ligue          | PJ | B                | A                | Pts              | Pun              | PJ               | B | A                    | Pts                  | Pun                  |                      |                      |
| 2008-2009  | Kings Midget AAA de Sherwood Park | AMHL           | 34 | 5                | 13               | 18               | 68               | -                | - | -                    | -                    | -                    |                      |                      |
| 2008-2009  | Blades de Saskatoon               | LHOu           | 2  | 0                | 1                | 1                | 2                | -                | - | -                    | -                    | -                    |                      |                      |
| 2009-2010  | Blades de Saskatoon               | LHOu           | 57 | 3                | 7                | 10               | 89               | 7                | 0 | 0                    | 0                    | 11                   |                      |                      |
| 2010-2011  | Blades de Saskatoon               | LHOu           | 72 | 5                | 38               | 43               | 121              | 10               | 1 | 3                    | 4                    | 15                   |                      |                      |
| 2011-2012  | Blades de Saskatoon               | LHOu           | 57 | 6                | 22               | 28               | 91               | 4                | 1 | 1                    | 2                    | 10                   |                      |                      |
| 2011-2012  | Monsters du lac Érié              | LAH            | 3  | 0                | 0                | 0                | 2                | -                | - | -                    | -                    | -                    |                      |                      |
| 2012-2013  | Blades de Saskatoon               | LHOu           | 70 | 3                | 29               | 32               | 109              | -                | - | -                    | -                    | -                    |                      |                      |
| 2013       | Blades de Saskatoon               | Coupe Memorial | -  | -                | -                | -                | -                | 4                | 0 | 1                    | 1                    | 8                    |                      |                      |
| 2013-2014  | Monsters du lac Érié              | LAH            | 46 | 1                | 3                | 4                | 45               | -                | - | -                    | -                    | -                    |                      |                      |
| 2014-2015  | Monsters du lac Érié              | LAH            | 54 | 0                | 6                | 6                | 57               | -                | - | -                    | -                    | -                    |                      |                      |
| 2014-2015  | Avalanche du Colorado             | LNH            | 1  | 0                | 0                | 0                | 0                | -                | - | -                    | -                    | -                    |                      |                      |
| 2015-2016  | Rampage de San Antonio            | LAH            | 53 | 1                | 6                | 7                | 90               | -                | - | -                    | -                    | -                    |                      |                      |
| 2016-2017  | Rampage de San Antonio            | LAH            | 73 | 2                | 5                | 7                | 100              | -                | - | -                    | -                    | -                    |                      |                      |
| 2016-2017  | Avalanche du Colorado             | LNH            | 3  | 0                | 0                | 0                | 2                | -                | - | -                    | -                    | -                    |                      |                      |
| 2017-2018  | Rampage de San Antonio            | LAH            | 45 | 1                | 6                | 7                | 47               | -                | - | -                    | -                    | -                    |                      |                      |
| 2017-2018  | Avalanche du Colorado             | LNH            | 16 | 1                | 1                | 2                | 23               | 5                | 0 | 0                    | 0                    | 0                    |                      |                      |
| 2018-2019  | Admirals de Milwaukee             | LAH            | 48 | 2                | 5                | 7                | 77               | 5                | 0 | 0                    | 0                    | 12                   |                      |                      |
| Totaux LNH | Totaux LNH                        | Totaux LNH     | 20 | 1                | 1                | 2                | 25               | 5                | 0 | 0                    | 0                    | 0                    |                      |                      |